# Distrito de Haa
El Distrito de Haa (Dzongkha: ཧཱ་) es uno de los veinte distritos en que se divide Bután. Cubre un área de 1.585 km² y albergaba una población de 13.000 personas en 2005. Según un censo de 2017, la población del distrito era de 13.655 habitantes en 2.952 hogares, lo que lo convierte en el segundo dzongkhag menos poblado de Bután después del Gasa. Su capital es Haa. El idioma dominante de la región es el Dzongkha, la lengua nacional.

## Geografía

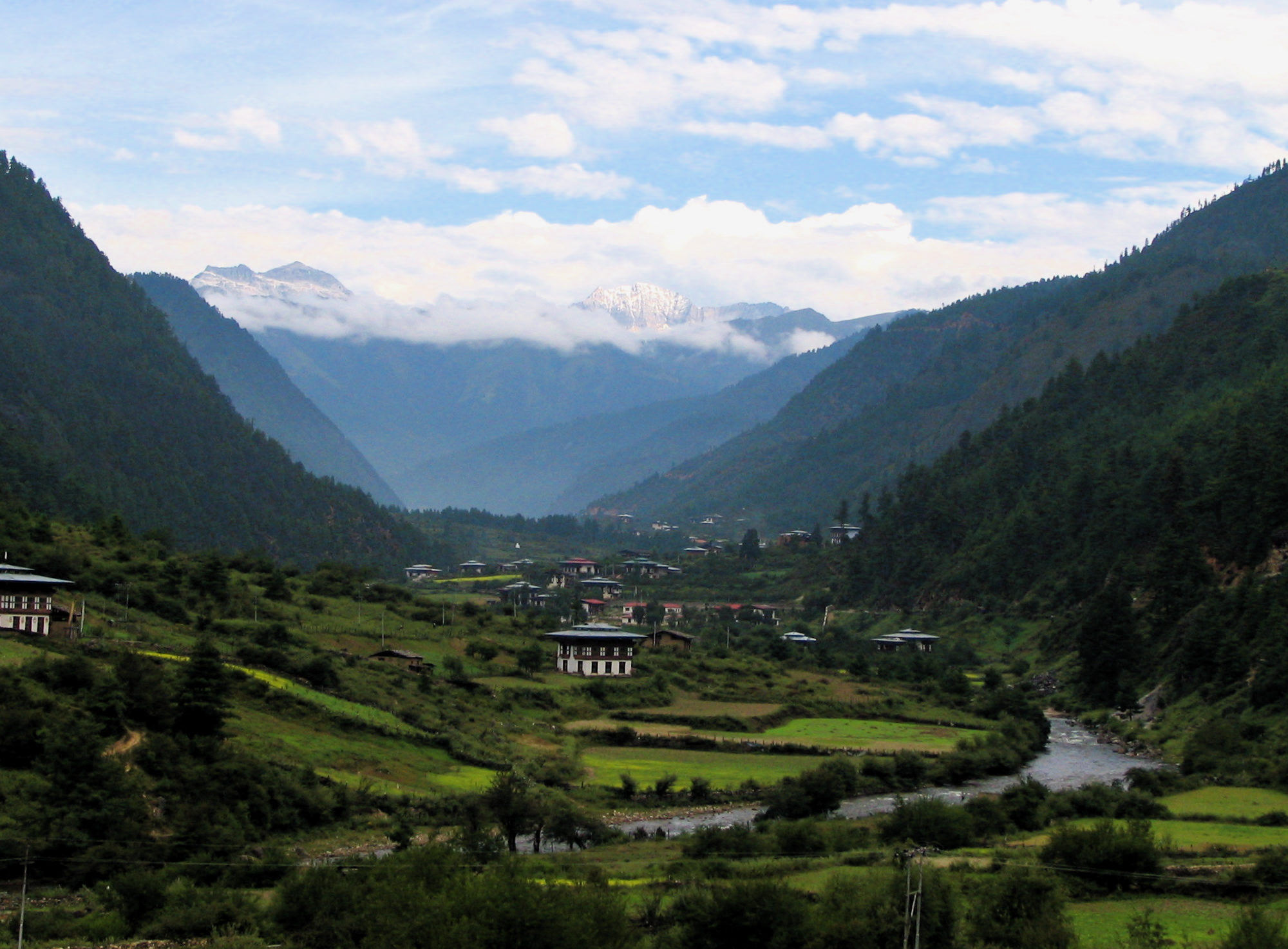
El valle de Haa

El distrito de Haa se encuentra a lo largo de la frontera occidental de Bután. Al noroeste limita con el Tíbet. Al suroeste limita con Distrito de Samtse, al sureste con Distrito de Chukha, y al noreste con Distrito de Paro.
La región destaca por su paisaje montañoso, con el valle de Haa como accidente más relevante. Varios ríos fluyen por la zona, como el Haa Chhu (río Haa). Los bosques alpinos ocupan gran parte del territorio.
En Haa se encuentra la Reserva Natural Torsa Strict, una de las áreas protegidas de Bután ambientalmente. Torsa no presenta más habitantes humanos que las patrullas y puestos militares. Ocupa porciones sustanciales de los gewogs de  Bji y  Sangbay. Torsa está conectada al parque nacional Jigme Dorji a través de un corredor biológico, que atraviesa la mitad noreste del distrito de Haa.

## Economía
La economía se basa principalmente en la agricultura. Los cultivos que se cosechan en el valle son el trigo, la cebada amarga y el trigo dulce, aunque algo de arroz se cultiva en la parte baja del valle. Patatas, chiles, manzanas y otros alimentos comerciales son cultivados por agricultores en el fondo del valle, a lo largo de las laderas en terrazas y en algunas depresiones laterales más accesibles. Según el censo, casi todos los hogares poseen ganado de algún tipo, más comúnmente yaks y ganado, pero también pollos, cerdos y caballos. El 78% de Haa está cubierto de bosques y la silvicultura juega un papel importante en la economía local.

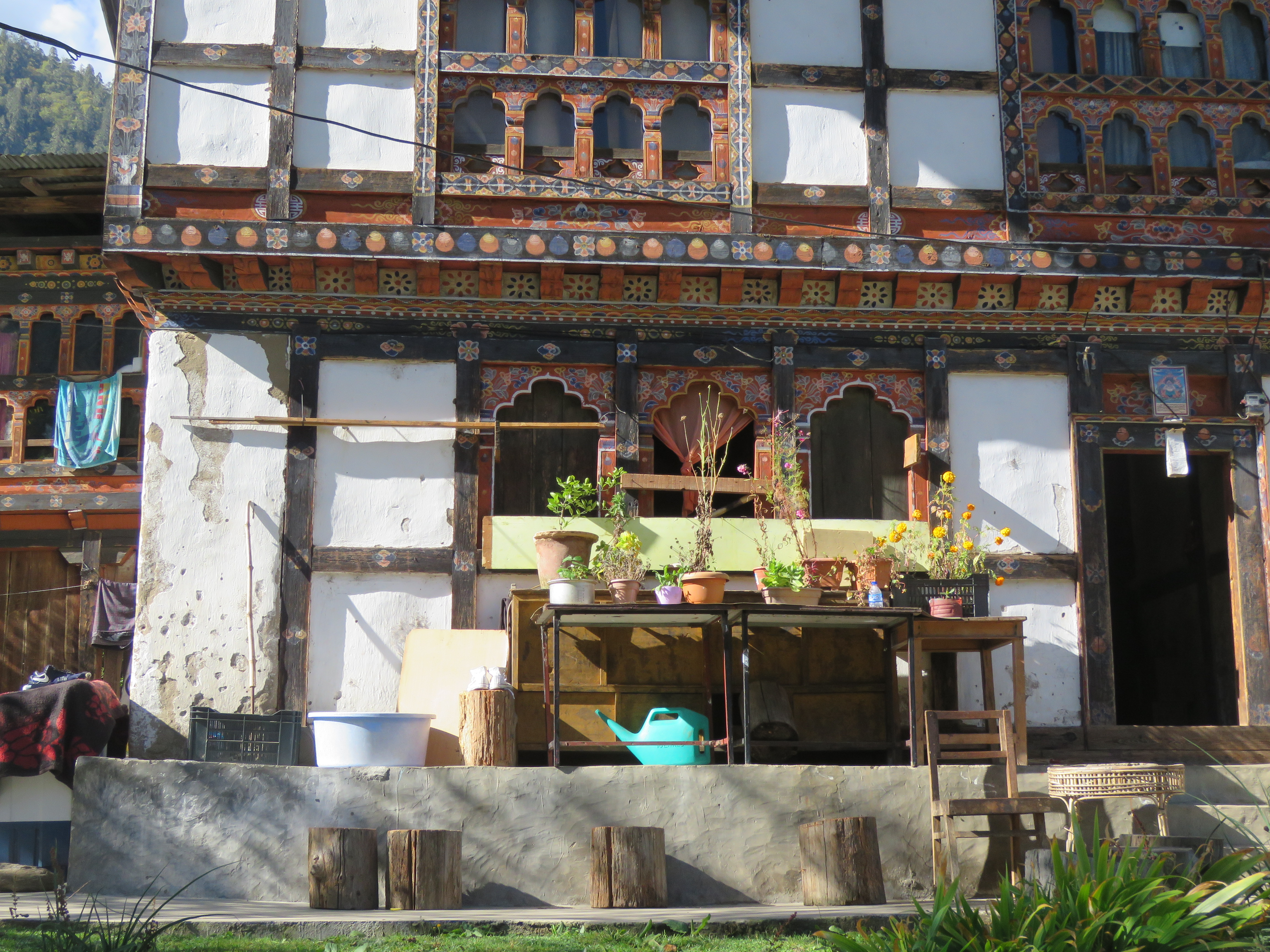
Una casa típica de Bután

En 2002, el valle se abrió al turismo extranjero, aunque sus recursos turísticos siguen estando en gran parte subdesarrollados en comparación con los distritos de Paro, Timbú y  Bumthang. También en parte a su aislamiento geográfico, se trata de una de las regiones menos visitadas del país. En 2016, 4550 personas visitaron el distrito.

## Cultura

### Templos negro, blanco y Haa Gonpa
Los historiadores locales sostienen que dos templos importantes en el distrito de Haa, el Templo Negro (lhakhang Narpo) y el Templo Blanco (lhakhang karpo), fueron construidos al mismo tiempo que el Templo Kichu en  Paro en el siglo VII. Los dos templos se pueden encontrar uno cerca del otro en el lugar sagrado conocido como Miri Punsum, o "Las Tres Colinas Hermanas". Un tercer templo, Haa Gonpa, fue construido más arriba en el valle, donde un granjero local encontró una paloma coja, que era en realidad un bodhisattva disfrazado. Este fue atraído al lugar por un misterioso fuego visto en varias noches sucesivas y por los inexplicables sonidos de oboes y trompetas (instrumentos musicales estrechamente asociados con los monasterios de Bután y el Tíbet).
Durante el décimo día del undécimo mes del calendario de Bután (ver Calendario tibetano), las ceremonias litúrgicas de adoración a Buda Amitabha se llevan a cabo en el templo de Haa Gonpa.

### Roble sagrado y la casa alta
Cerca del Templo Negro hay dos casas cerca de un roble sagrado donde la deidad local apareció una vez como una criatura alada, asustando a la gente (el valle está dividido en varias áreas, cada una debajo de la influencia de una deidad local particular anterior a la llegada del Budismo). Los residentes de las dos casas dieron ofrendas a la deidad local. Esta, ahora apaciguada, visitó la cámara alta mientras descuidaba la inferior. El celoso dueño de la cámara baja comenzó una disputa entre casas en la que un hombre de la cámara alta fue asesinado. Cada año el undécimo mes lunar se realiza una serie de prácticas místicas especiales en la cámara alta durante una semana.

### La deidad local Chungdue
Lam Pema Lingpa también documentó las actividades de otra deidad local conocida como Aup Chungdue. Chungdue fue responsable de tormentas de meteoritos, ciclones, incendios forestales, rocas que se partieron, terremotos, y una serie de otros desastres místicos. El Gurú Padmasambhava llegó a finales del siglo VIII y sometió a la deidad. En el siglo XV, Aup Chungdue decretó que la gente de la aldea de Ha Shogona no debía entrar en contacto con ningún seguidor de cierto monje en la cercana Paro. Cuando un joven de Haa se casó con una chica de Paro, creyeron que no sufrirían ningún daño. Sin embargo, cuando cruzaron un río entre los dos distritos, los nudos que ataban a su bebé a su espalda de repente se soltaron y el bebé cayó al río, por lo que se ahogó.

### Otros lugares
También cerca de los templos Blanco y Negro hay un chörten especial que marca el sitio donde se puede encontrar una huella del cuerpo y el sombrero de Padmasambhava en una gran roca.
En el valle lateral de Samar se puede encontrar un puente conocido como Has Samarpudung. Debajo del puente está el lago de una vaca de los deseos cuyas ubres de piedra se pueden ver en el lago.

## Divisiones administrativas
El distrito de Haa está dividido en seis gewogs (municipios):
- Bji
- Gakiling
- Katsho
- Sama
- Sangbay
- Uesu